# Сплави кольорових металів
Спла́ви кольоро́вих мета́лів складаються з декількох компонентів. Компоненти — це елементи, що входять до складу сплаву з метою поліпшення їхніх властивостей. Основний компонент (основа) сплаву — елемент, вміст якого перевищує 50 %. Крім основи сплаву він містить легуючі елементи, які уводяться спеціально для додавання тих чи інших властивостей, і домішок, що звичайно є, небажані (шкідливими) чи припустимими.
Сплави кольорових металів не мають єдиного стандартного позначення. Алюмінієві і магнієві сплави позначаються буквами, що вказують або на приналежність до основного металу (А — алюмінієві, М — магнієві), або до визначеного типу сплаву (Д — дуралюміни), або позначки одночасно основи сплаву і його призначення (АК — алюмінієвий кувальний; АЛ — алюмінієвий ливарний). Приблизно по тім же принципі побудоване позначення титанових сплавів (ВТ −1, ВТ- 2), де В позначає організацію розроблювача (ВІАМ), Т — титановий.
Більш наочно позначаються стандартні мідні, нікелеві, цинкові сплави. Мідні сплави позначаються буквами і цифрами, що визначають найменування сплаву і його хімічний склад у якісному і кількісному відношеннях. Ливарні бронзи позначаються так: Бр — бронза; далі буквами російського алфавіту позначаються основні легуючі компоненти: О — олово, С — свинець, Ц — цинк, А — алюміній, Н — нікель, Ж — залізо, Ф — фосфор і т. д. Після кожної букви цифра означає середній вміст легуючого компонента у відсотках. Вміст міді не вказується, а визначається як залишок (наприклад: БрО5Ц5С5).
Ливарні латуні позначаються: Л — латунь; далі буквами позначаються основні легуючі компоненти, а цифрами їхній середній вміст (ЛЦ40С).
Аналогічно позначаються нікелеві сплави: Н — нікелеві сплави, далі йдуть букви і цифри, що позначають легуючі компоненти і їхній середній вміст (НМц2,5).
Те ж саме для цинкових сплавів: Ц — цинкові сплави, і т. д.